# Audan Chromtau
Der Audan Chromtau (kasachisch Хромтау ауданы Hromtau audany, russisch Хромтауский район Chromtauski rajon) ist ein Bezirk im Gebiet Aqtöbe in Kasachstan.

## Geografie
Der Audan Chromtau liegt im Westen Kasachstans im Gebiet Aqtöbe. Er grenzt im Norden an den Audan Qarghaly und die Oblast Orenburg in Russland, im Osten an den Audan Äiteke bi und im Süden an den Audan Mughalschar. im Westen grenzen der Audan Algha und das Gebiet der Stadtverwaltung von Aqtöbe an den Bezirk an.

## Geschichte
Der Bezirk wurde durch Beschluss des Allrussischen Zentralen Exekutivkomitees am 31. Januar 1935 als Rajon Noworossijsk gegründet. Verwaltungssitz des Rajon war das Dorf Noworossijskoje (heute: Aqschar). 1967 erhielt Chromtau die Stadtrechte und wurde zum neuen Verwaltungssitz des Rajon Noworossijsk. Nach der Unabhängigkeit Kasachstans wurde der Bezirk nach seinem Verwaltungssitz in Audan Chromtau (rus. Rajon Chromtau) umbenannt.

## Bevölkerung
Bei der Volkszählung 1999 hatte der Audan Chromtau 43.814 Einwohner. Die Volkszählung 2009 ergab für den Bezirk eine Einwohnerzahl von 39.748. Bei der letzten Volkszählung 2021 lebten 45.828 Menschen im Audan Chromtau. Die Fortschreibung der Bevölkerungszahl ergab zum 1. Januar 2025 eine Einwohnerzahl von 46.659.
| Einwohnerentwicklung               | Einwohnerentwicklung | Einwohnerentwicklung | Einwohnerentwicklung | Einwohnerentwicklung | Einwohnerentwicklung | Einwohnerentwicklung | Einwohnerentwicklung |
| 1939                               | 1959                 | 1970                 | 1979                 | 1989                 | 1999                 | 2009                 | 2021                 |
| ---------------------------------- | -------------------- | -------------------- | -------------------- | -------------------- | -------------------- | -------------------- | -------------------- |
| 19.781                             | 29.657               | 39.036               | 42.112               | 47.471               | 43.814               | 39.748               | 45.828               |
| Anmerkung: Volkszählungsergebnisse |                      |                      |                      |                      |                      |                      |                      |

## Verwaltungsgliederung
Der Audan Chromtau ist in 15 ländliche Bezirke (kasachisch Ауылдық округ Auyldyq okrug; russisch Сельский округ Selski okrug) gegliedert (Stand: 2021).
| Ländlicher Bezirk | Einwohner | Einwohner | Orte                              |
| Ländlicher Bezirk | 2009      | 2021      | Orte                              |
| ----------------- | --------- | --------- | --------------------------------- |
| Abai              | 518       | 366       | Abai, Tassai                      |
| Aqqudyq           | 508       | 675       | Aqqudyq                           |
| Aqschar           | 2.403     | 2.566     | Aqschar, Schasyq                  |
| Bögetsai          | 1.590     | 1.538     | Bögetsai, Qarlau                  |
| Chromtau          | 24.089    | 29.579    | Chromtau                          |
| Döng              | 2.916     | 3.468     | Döng, Ongghar                     |
| Köktau            | 1.091     | 2.174     | Köktau                            |
| Köktöbe           | 539       | 484       | Maitöbe, Kökterek                 |
| Nikeltau          | 932       | 925       | Nikeltau                          |
| Qopa              | 1.391     | 1.263     | Qopa, Tamdy                       |
| Qudyqsai          | 500       | 322       | Oissylqara, Qudyqsai              |
| Qysylsu           | 944       | 856       | Qysylsu, Saryssai                 |
| Tabantal          | 817       | 540       | Köptoghai, Schailaussai, Tabantal |
| Tassai            | 754       | 555       | Kökpekti, Tassai                  |
| Tassötkel         | 756       | 517       | Aqbulaq, Aqtasty, Tassötkel       |